# Djedmaâtesânkh
 (février 2023).
Djedmaâtesânkh est une femme égyptienne habitant la ville de Thèbes qui est morte au milieu du IXe siècle avant notre ère. C'est une femme de la classe moyenne et une musicienne. On pense que son cercueil en carton a été enterré sur la rive ouest du Nil il y a environ 2 850 ans. Le cercueil et la momie de la dame Djedmaâtesânkh font partie de la collection permanente du Musée royal de l'Ontario dans les « Galeries d'Afrique : Égypte ». Le cercueil a été recueilli et apporté au Musée royal de l'Ontario par le Dr Charles Trick Currelly, premier directeur du Musée, au début du XXe siècle,. Le cartonnage de Djedmaâtesânkh est notamment l'un des mieux conservés de son époque.

## Vie
Son cartonnage indique que le nom de son mari est Pa-ânkh-antef, ce qui se traduit par « La vie lui appartient ». En 2009, (lors des Scholars' Colloquium Days du 7 novembre), Gayle Gibson, enseignante et égyptologue, et Stephanie Holowka, technicienne à l'Hospital for Sick Children de Toronto, ont présenté des preuves à l'appui d'une théorie selon laquelle Pa-ânkh-en-amon, une momie exposée à l'Art Institute of Chicago, est le mari de Djedmaâtesânkh. Gibson a indiqué que l'iconographie des deux cercueils est très similaire et que Pa-ânkh-antef serait une forme courte acceptable de Pa-ânkh-en-amon. Holowka a noté que les scans qu'elle a effectués ont montré qu'il y avait « des particularités dans le processus de momification que les momies partageaient également ».
Le scanner réalisé par Holowka a également révélé qu'il est peu probable que Djedmaâtesânkh ait eu des enfants car son os pubien était parfaitement intact. Le Dr Peter Lewin, pédiatre à l'Hospital for Sick Children de Toronto et chercheur dans le domaine de la paléopathologie, a dirigé l'équipe dont Holowka faisait partie, et note qu'il est possible que Djedmaâtesânkh ait été stérile. Il suggère qu'en tant que femme mariée de son âge (les scans montrent une fusion osseuse et l'usure des dents indiquent un âge de 30-35 ans), il était habituel pour la plupart des femmes égyptiennes d'avoir déjà eu plusieurs enfants,.

## Mort

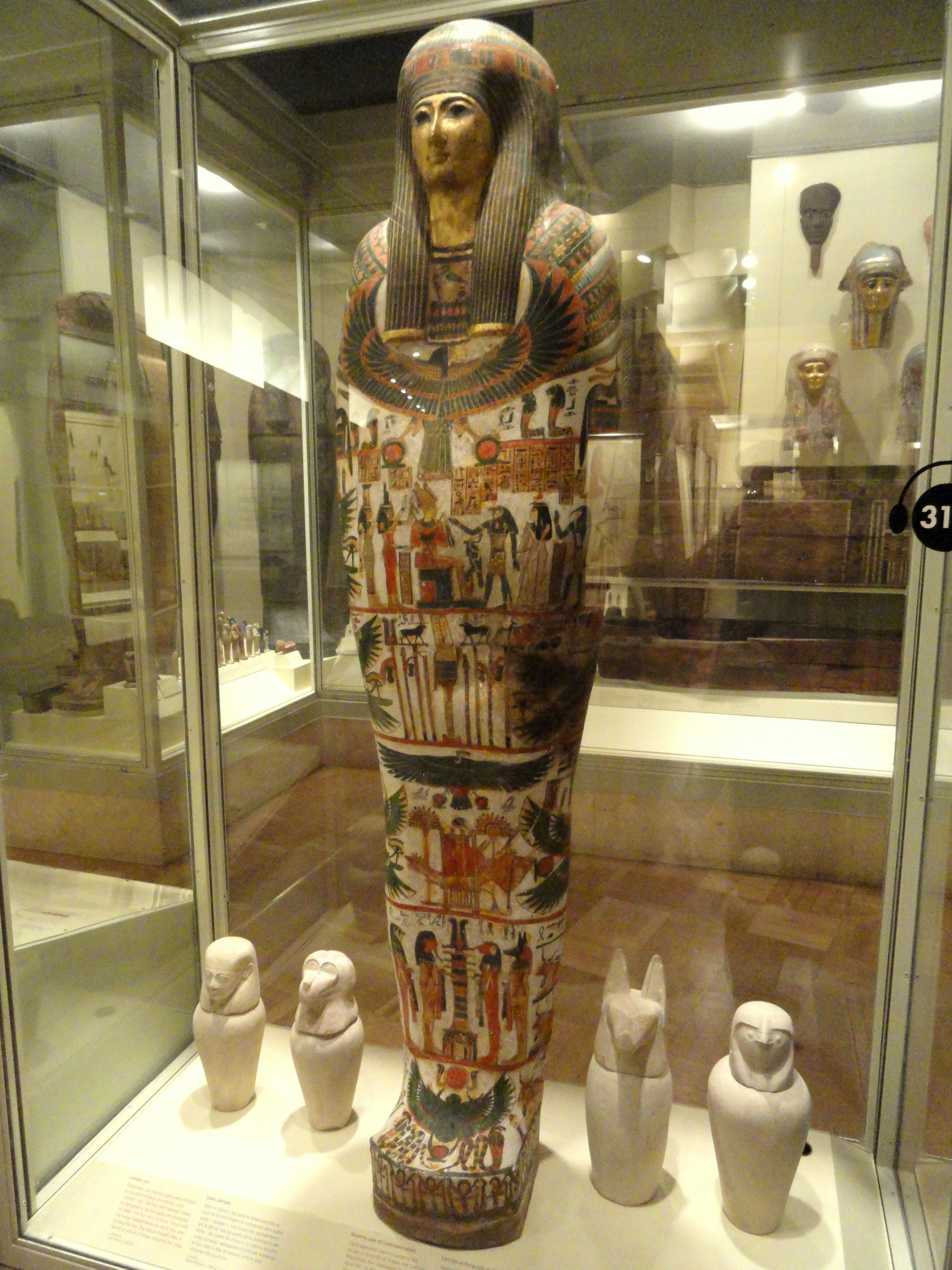
La momie de Djedmaâtesânkh au Musée royal de l'Ontario dans « Galeries d'Afrique : Égypte ».

Les tomodensitométries réalisées sur le corps de Djedmaâtesânkh (en 1978 et 1994) ont montré qu'elle est probablement décédée d'un abcès dentaire qui, en faisant éruption, a pu entraîner une infection sanguine mortelle. Les résultats du scanner montrent un gonflement de sa mâchoire supérieure gauche, et une image en trois dimensions à l'intérieur de son crâne a révélé un abcès dentaire d'environ trois centimètres de diamètre, causé par une incisive supérieure gauche malade. Il est probable que l'abcès était présent depuis plusieurs semaines avant l'éruption et que l'infection s'est propagée à l'os de la mâchoire supérieure gauche, car le scanner a indiqué que l'os était percé de petits trous. De plus, les scanners à haute résolution montrent des traces sur la mâchoire qui seraient le résultat des tentatives infructueuses de drainage de l'abcès,.
Après la mort, son corps a été éviscéré par une incision diagonale dans la région inguinale gauche. Cinq paquets enveloppés de lin, qui contiennent probablement ses organes momifiés, sont présents dans la cavité corporelle ; son cœur n'est pas présent dans la poitrine et se trouve probablement dans l'un de ces paquets. La partie inférieure de son torse est rembourrée de tissu. Son incision d'embaumement n'est pas cousue mais recouverte d'une plaque de métal. Ses emballages contiennent plusieurs amulettes sur le devant de l'abdomen : elles prennent la forme d'un scarabée, d'un pectoral en forme de faucon, de scarabée ailé, de disque solaire ou d'uræus, et d'un pilier Djed.